# Brahmina nuristanicus
Brahmina nuristanicus är en skalbaggsart som beskrevs av Nikolajev och Kabakov 1980. Brahmina nuristanicus ingår i släktet Brahmina och familjen Melolonthidae. Inga underarter finns listade.